# Edward Douglass White
Edward Douglass White, Jr., född 3 november 1845 i Lafourche Parish, Louisiana, död 19 maj 1921 i Washington, D.C., var en amerikansk jurist och politiker. Han var den nionde chefsdomaren i USA:s högsta domstol och ledamot av USA:s senat från Louisiana.
Whites studier vid Georgetown University avbröts av amerikanska inbördeskriget. Det är oklart vilken hans roll i inbördeskriget var. Vad som är klart att han blev tillfångatagen i mars 1865, mot slutet av kriget och villkorligt frigiven en månad senare. Att han hade varit soldat i Amerikas konfedererade staters armé var allmänt känt men oklart var och när han hade tagit värvning. Ingen annan soldat från Sydstaternas armé blev senare utnämnd till USA:s högsta domstol.
Efter kriget studerade han juridik och inledde 1868 sin karriär som advokat i New Orleans. Han var 1874 ledamot av delstatens senat i Louisiana och 1879-1880 domare i delstatens högsta domstol. Han var ledamot av USA:s senat 1891-1894. Han avgick från senaten när USA:s president Grover Cleveland utnämnde honom till domare i USA:s högsta domstol.
När chefsdomaren Melville Fuller 1910 avled, utnämnde president William Howard Taft White till ny chefsdomare. Utnämningen var kontroversiell, eftersom Taft var republikan och White var demokrat. White var en av de mera konservativa domarna i USA:s högsta domstol. När White själv 1921 avled, efterträddes han i sin tur av före detta presidenten Taft.